# Миябэ, Юкинори
Юкинори Миябэ (яп. 宮部 行範; 18 июля 1968, Токио — 7 марта 2017, там же) — японский конькобежец, выступавший за национальную сборную Японии по конькобежному спорту на всём протяжении 1990-х годов. Бронзовый призёр зимних Олимпийских игр в Альбервиле, обладатель Кубка мира, победитель первенств национального и международного значения.

## Биография
Юкинори Миябэ родился 18 июля 1968 года в Токио. Раннее детство провёл в районе Кацусика, в возрасте пяти лет переехал на постоянное жительство в город Кусиро и там занялся конькобежным спортом. Позже проживал в префектуре Сайтама, где учился в старшей школе и выступал за клуб Sankyo Seiki. Тренировался вместе со своим старшим братом Ясунори, который впоследствии тоже стал достаточно известным конькобежцем.
Первого и наибольшего успеха в своей спортивной карьере Миябэ добился в сезоне 1992 года, когда одержал победу на чемпионате Японии и, попав в основной состав японской национальной сборной, побывал на чемпионате мира, где стал четвёртым. Благодаря череде удачных выступлений он удостоился права защищать честь страны на зимних Олимпийских играх 1992 года в Альбервиле — занял здесь 18 место на дистанции 500 метров и 9 место на дистанции 1500 метров, тогда как в дисциплине 1000 метров неожиданно показал третий результат и завоевал бронзовую олимпийскую медаль.
Находясь в числе лидеров конькобежной команды Японии, в 1994 году Миябэ благополучно прошёл отбор на Олимпийские игры в Лиллехаммере — на сей раз попасть в число призёров не смог, показал 14 время в забегах на 1000 метров и 21 время в забегах на 1500 метров.
Несмотря на неудачное выступление на Олимпиаде, Юкинори Миябэ остался в основном составе японской национальной сборной и продолжил принимать участие в крупнейших международных соревнованиях. Так, в сезоне 1994/95 он выиграл три этапа Кубка мира и одержал победу в общем зачёте на дистанции 1000 метров. В следующем сезоне добавил в послужной список ещё одну победу на этапе мирового кубка.
Оставался действующим спортсменом вплоть до сезона 1999/2000, хотя в последние годы уже не показывал сколько-нибудь значимых результатов.
После завершения карьеры профессионального спортсмена по программе обмена Олимпийского комитета Японии отправился обучаться спортивному менеджменту за океан в Университете штата Огайо. В 2005 году вернулся на родину и продолжил работать в Олимпийском комитете Японии.
Умер 7 марта 2017 года в возрасте 48 лет от рака в одной из больниц Токио.